# Traci
Termenul de "trac" se poate atribui oricărui locuitor din provincia antică Tracia, indiferent de etnie; vezi Tracia.

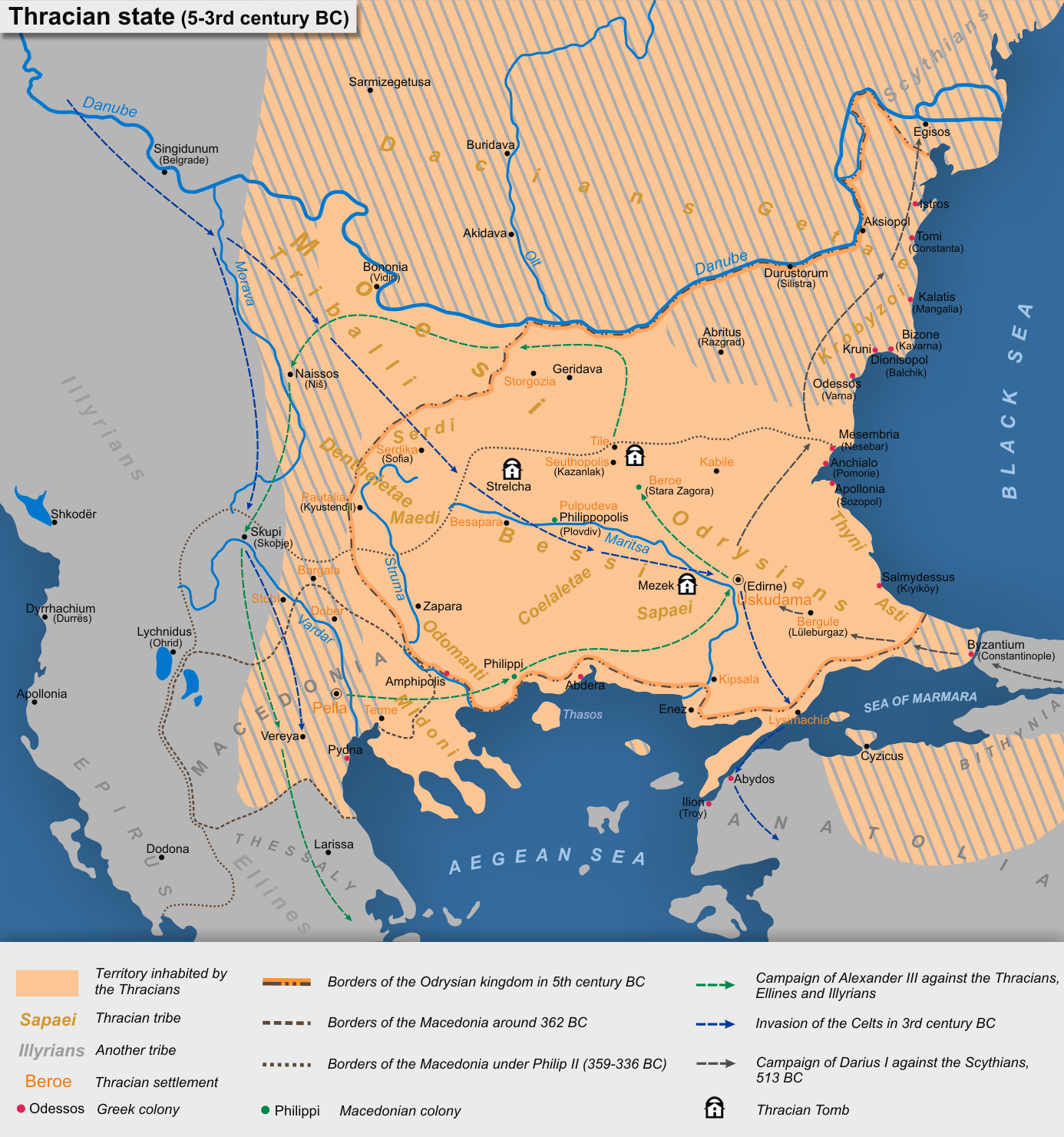
Statele tracice

Tracii au fost un grup de triburi indo-europene care vorbeau limba tracă, o componentă a familiei limbilor indo-europene. Aceste populații s-au răspândit în estul, centrul și sudul Peninsulei Balcanice și în părțile adiacente Europei de Est.
Tracii au locuit în provinciile antice Tracia, Moesia, Dacia, Sciția Minor, Sarmația, Bitinia, Misia, Macedonia, Panonia și în alte regiuni din Balcani și din Anatolia. Aceste provincii ocupau cea mai mare parte a Balcanilor, iar geții se întindeau dincolo de Dunăre ajungând până la râul Bug. Limba și obiceiurile tracice sunt în prezent aproape dispărute. Ramura științei care se ocupă cu studiul Traciei și al tracilor se numește tracologie.

## Origini

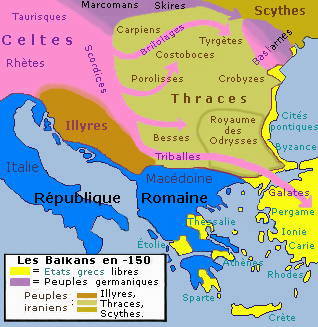
Sud-estul Europei în secolul II IH.

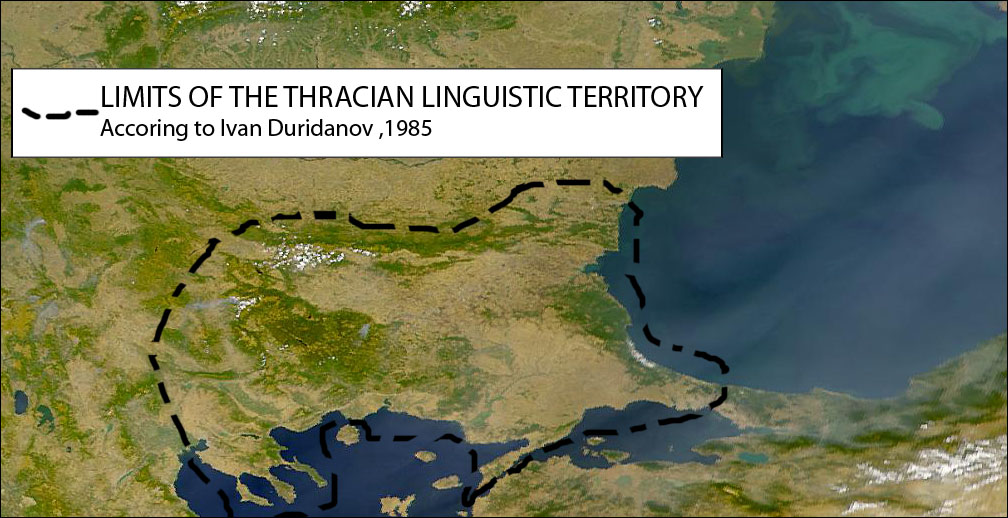
Harta lingivistica tracica

Tracii făceau parte din categoria popoarelor indo-europene de limbă satem, alături de slavi, baltici, indo-iranieni (cum ar fi sarmații și sciții de origine indo-europeană propriu-ziși), albanezi și armeni. Separarea tracilor din masa populațiilor indo-europene s-a petrecut în epoca de bronz, în momentul în care s-au individualizat grecii și ilirii. 

## Istorie
Cele mai timpurii izvoare ce îi menționează pe traci sunt poemele homerice, Iliada și Odiseea, scrise în sec. IX î.e.n. de către Homer. Acestea fac referire la războiul troian din c. 1200 i.e.n., un conflict dintre ahei și troieni de la sfârșitul epocii bronzului. În acest război se menționează că au participat câteva populații tracice: arcași peoni de pe Axios, ciconi, frigieni și misi, ca aliați ai troienilor. 
În secolul al XII-lea î.e.n., izvoarele asiriene menționează o populație nouă așezată în Anatolia, numită "musku", un neam tracic al frigienilor. Pe tăblițele linearului B ce aparțin civilizației miceniene apare numele de "tre-ke-wi" (numele vechi al Traciei). 
În secolele XIII-XI î.e.n. se desfășoară "invazia popoarelor mării" pe fondul colapsului civilizatiei miceniene si regatului hitit din cauza  factorilor interni. Siria  și Palestina  sunt pustiite și începe declinul Noului Regat Egiptean. Printre populațiile antrenate în migrație erau populații ce proveneau din zona Dunării Mijlocii și Inferioare, un rol important avându-l tracii și ilirii. Tracii, printre care și frigienii, s-au așezat în Asia Mică. Misii au dat numele unei provincei Misia. 
Alții spun că: Numele regiunii provine de la poporul trac, popor de sorginte indo-europeană. Conform cu sursele antice, tracii care s-au așezat și au trăit în zona munților Haimos și Rodopi erau neamuri primitive, războinice, în vreme ce tracii ce s-au stabilit de-a lungul coastelor Mării Egee și Mării Marmara erau mult mai civilizați și mai pașnici.

### Atestări geografice din sec. VI î.e.n
Informațiile despre traci sunt puține, nefiind destule dovezi arheologice, dar se înmulțesc după colonizarea greacă din sec. VII-sec. VI î.e.n. a zonei din apropierea Mării Negre, fenomen urmat de o mai bună cunoaștere de către greci a neamurilor "barbare" cu care au venit în contact direct, preponderent în zona la sud de Dunăre: 

Peninsula Balcanica in antichitate

Între Dunăre, Rodopi, Balcani și Marea Neagră: Hecateu  din Milet (550 î.Hr.-470 î.Hr.)precizează că la sud de Istru (Dunărea) existau două triburi getice Dobrogene numite trizi și crobizi. În secolul V i.en., discutând regatul Odrisia, Tucidide localizează triburi tracice între munții Rodopi și munții Haemus (munții Balcani), iar pe geți dincolo de Balcani, înspre Marea Neagră, fără a preciza limita nordică. Scylax din Carianda (secolul IV î.en.), localizează Tracia între Struma, Dunăre și Marea Neagră, atestând orașele grecești de pe malul mării Apollonia, Mesembria, Odessos, Callatis și Histria. Susține că geții se învecinează cu sciții, fără a preciza granița dintre ei. Herodot consemnează că Sciția începe de la Istru în sus. Pseudo-Scymnos (sec II î.Hr. sau sec. I) plasează triburi tracice la sud de Dunăre, de-a lungul fluviului, mărginiți la sud de munții Balcani de lângă Mesembria (Nesebăr).
- În secolul I, Plinius cel Bătrân precizează granițele nordice ale Traciei la Istru, granițele sudice la Marea Egee, granițele estice la Pontul Euxin. Granița vestică nu este precizată, iar coloniile Histria, Tomis și Callatis sunt considerate parte integrată a Traciei. În concluzie, sursele scrise plasează populațiile tracice într-o zona care nu depășește spre nord linia Dunării.
- Tracii sunt localizați pe teritoriul actual al Bulgariei, nordul Greciei și în Dobrogea, râurile de-a lungul cărora viețuiesc fiind Strymon, Axios, Oiscos, Hebros, Nestos. Tracia se învecina cu ilirii la vest, cu cimerieni și sciți la nord-est și cu grecii la sud. [7]

La nord de Dunăre: Este probabil ca geții să se fi extins spre nord, peste Dunăre, căci izvoarele mai târzii (ca Strabon) susțin că geții au trăit în sec. I î.e.n.-I e.n. de o parte și de altă a Dunării, între Dunăre și Boristene (Nipru sau gura Niprului) amestecați cu tirageții și cu bastarnii.

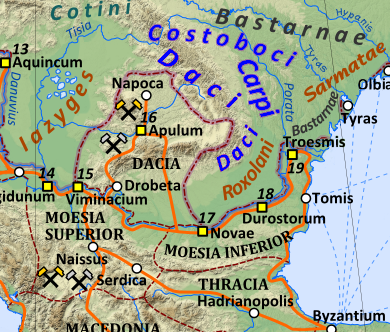
Populațiile getice în spațiul românesc și în împrejurimi în anul 125

### Populații trace
Populațiile trace menționate în izvoarele scrise sunt în număr de peste 100. Mircea Eliade și Petru Culianu consideră că existau circa 200 de triburi trace. Nu sunt informații suficiente despre fiecare dintre ele. Herodot susține că tracii erau mai numeroși după inzi. 
Xenofan din Colofon (poet și filosof grec care a trăit la sfârșitul secolului al VI-lea i.Hr. și la începutul secolului al V-lea i.Hr.) spunea: Etiopienii spun că zeii lor sunt cârni și negri; Tracii spun că ai lor au ochii albaștri și sunt roșcați. (fragmentul B16) en   Dacă dăm crezare acestor afirmații, putem bănui că măcar o parte dintre triburile tracice aveau un ten deschis, ochii albaștri și părul roșcat. 

#### În nordul munților Balcani
- Tirageții, sarmații iazigi sau regalii, și urgii triburi nomade care nu prea se ocupau cu agricultura, pe malurile Dunării[8]
- Bastarnii, neam germanic, vecini cu tirageții și cu germanii. Aceștia se împărțeau în atmoni, sidoni, la nord, și, cei care trăiau pe insula Peuce, peucini.[8]
- Roxolani erau cel mai nordic neam care trăia între Tanais (râul Don) și Boristene, regiunea „de miazănoapte cuprinsă între Germania și Marea Caspică”. I-au venit în ajutor lui Palacos, fiul lui Sciluros (lângă Olbia, în Ucraina). Ulterior aceștia luptară împotriva lui Mitridates Eupator, conduși de Tasios, dar 50000 împotriva a 6000 conduși de generalul Diofant, tot pierdură datorită pregătirii și strategiei superioare a invadatorilor.[8] Cu timpul se mutară în nordul Dunării.
- Dacii, menționați și de către Herodot; Strabon îi plasează în opoziție față de geți, care ar fi fost lângă gura Dunării, dacii fiind înspre izvor[11]Triballi

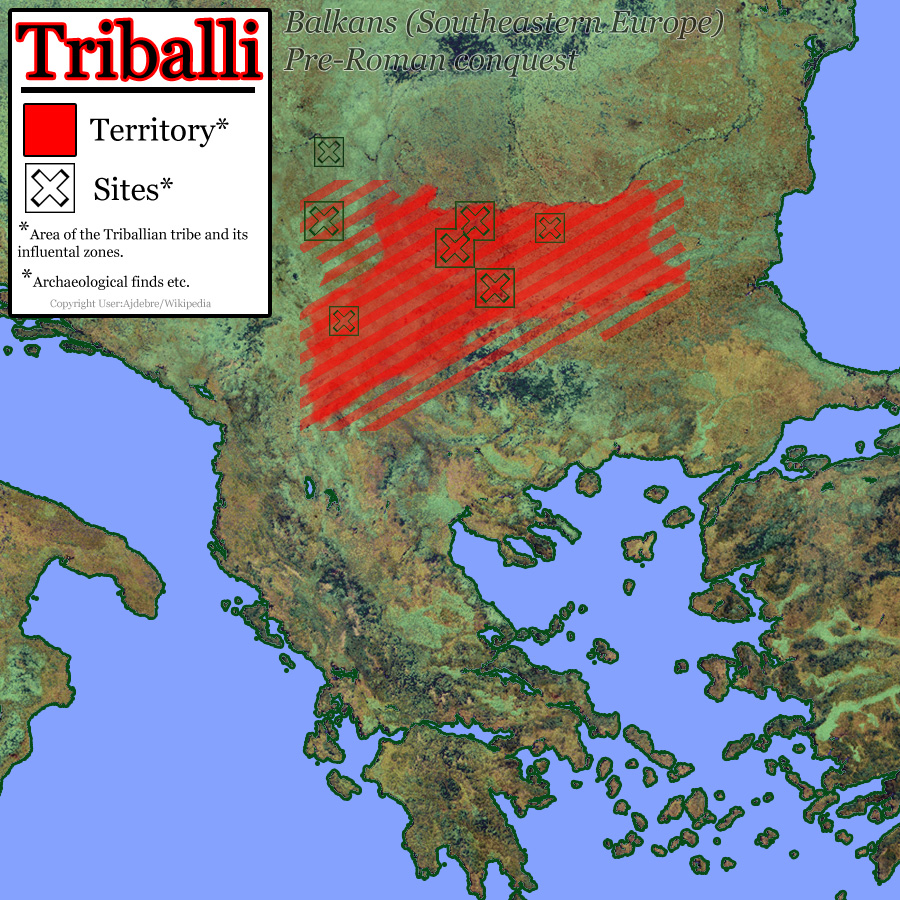
Triballi

- Tribalii se așezaseră între Morava și Iskăr, doi afluenți sudici ai Dunării. Această populație a rămas în amintirile scriitoriilor antici pentru că au refuzat autoritatea regelui odrisilor Sitalches care a pornit război cu aceștia în 424 î.e.n., iar în 339 î.e.n., au pretins regelui Macedoniei, Filip al II-lea, o parte din pradă luată de la sciți cu ocazia expediției împotriva lui Atheas. Alexandru cel Mare a desfășurat o expediție împotriva tribaliilor în 335 î.e.n.Triburi tracice

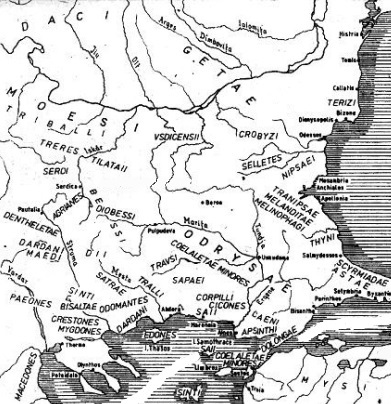
Triburi tracice

- Moesii sau misii erau localizați la dreapta tribalilor, între Dunăre și Balcani. Au ajuns în împrejurări neprecizate în Asia Mică și au luptat ca aliați ai troienilor în război cu aheii. Este cunoscut numele unui rege, Telefos. Conform izvoarelor, trăiau amestecați cu geții și tribalii. Conform lui Florus, „erau cei mai barbari dintre barbari”. În 29-28 î.e.n., înainte să lupte cu romanii conduși de guvernatorul Marcus Licinius Crassus, au jertfit un cal dedicat zeului lor și au făgăduit că vor mânca măruntaiele romanilor învinși. Strabon îi înfățișează ca buni războinici și susține că unii dintre ei, numiți „theosebi” („adoratori ai zeilor”) sau „kapnobati” (termen din comedia grecă cu însemnătatea „cei care se hrănesc cu aer”) erau lacto-vegetarieni. Cei numiți refuzau să aibă legături sexuale cu femeile se numeau „ctiți”, fiind o sectă de anahoreți.[12]
- Trizii și crobizii erau plasați între Jantra și litoralul pontic, în sudul Dobrogei. Sunt atestați în Istoriile lui Herodot și împărtășeau credință în Zamolxis și nemurire. Benchetuiau la înmormântări. Este cunoscut și un rege al crobyzilor din secolul III i.en., Isanthes, care era frumos, bogat și desfrânat.

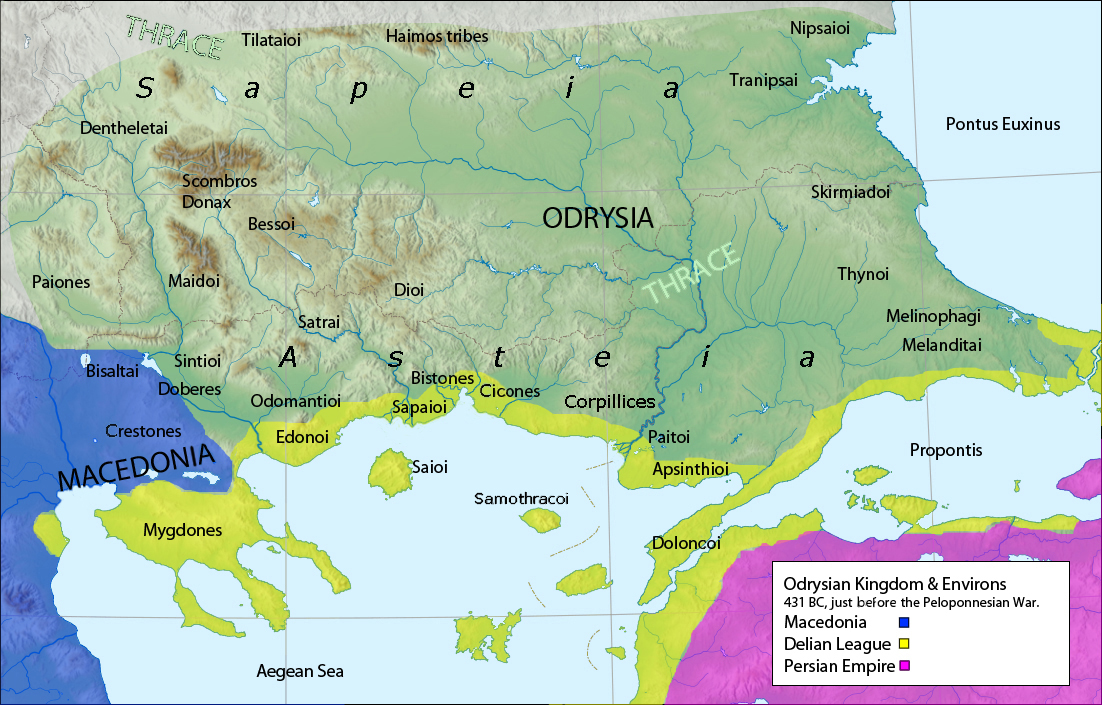
Triburi trace

#### Între munții Balcani și Rodopi
În zona Macedoniei de azi, și zona centrală și sudică a Bulgariei, între munții Balcani și Rodopi, pe malurile Axiosului, Strumei, Nestosusului și Martei sunt localizați: 

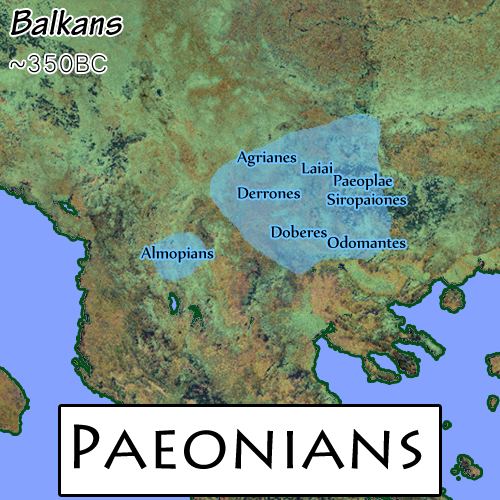
Paeonians

- Peonii-situați între izvoarele Moravei și Vardarului din Macedonia. Iliada îi amintește ca aliații troienilor. Herodot susține că femeile lor aduceau jertfe zeiței Artemis. Alți scriitori susțin că peonii erau ilyri.
- Dentheletii-au ocupat cursul superior și mijlociu al Strymonului. Cassius Dio consemnează că în sec. I i.en., au atacat împreună cu vecinii lor, scordiscii și au jefuit provincia Macedonia.
- Serdii locuiau la izvoarele Iskerului, în jurul orașului Serdica (Sofia de azi). Cassius Dio menționează că au fost cu greu supuși de romani.
- Satrii și besii au locuit de-o parte și de altă a Nestosului. Besii erau un subneam al satrilor. Herodot susține că satrii aveau un oracol dedicat lui Dyonisos. Oracolele erau rostite ca la Delphi de o preoteasa și erau interpretate de besii. Strabon spunea că erau "tâlhari" ce locuiau în colibe și duceau o viață oropsită. Locuiau într-o zona cu multe resurse metalifere și se ocupau cu metalurgia. Au fost înfrânți de tatăl lui Augustus, colonizați în secolul I în Dobrogea. Prezența le este semnalată de Ovidiu.
- Trausii erau localizați între Nestos și Hebros. Herodot susține că trausii plângeau la nașterea fiecărui copil și benchetuiau la înmormântări pentru că moartea îl scapă pe om de nenorociri.
- Odrisii locuiau pe Valea Hebrosului și erau cei mai bine cunoscuți dintre traci căci au întemeiat un regat întins în sec. V-IV i.en., constituind un factor de putere în Peninsula Balcanică.

#### În nordul actualei Grecii și în partea vestică a Turciei

Anatolia

Sunt amintite următoarele populații tracice: 
- Migdonii erau plasați între gurile de vărsare ale Axiosului și Strymonului.
- Odomantii locuiau între gurile de vărsare ale Strymonului și Nestosului și sunt pomeniți de Aristofan în comedia "Acarnienii" că practicau circumcizia.
- Ciconii populau coastele Marii Egee, între gură Nestosului și cea a Hebrosului.
- Apsintii locuiau pe malul Propontidei (Marea Marmara)-partea vestică a Turciei și se închinau zeului războiului, Pleistoros, caruiau îi aduceau jertfe umane.
- Sintii locuiau în Insula Lemnos.

#### Anatolia
Unii traci s-au stabilit în Anatolia, pe coastele nord-vestice. Sunt pomeniți: 
- misii
- phrygii sau brygii
- bithynii- locuiau pe valea Strymonului și se numeau inițial strimoni, au luat locul phrygiilor[13]

### Regatul Odrisilor

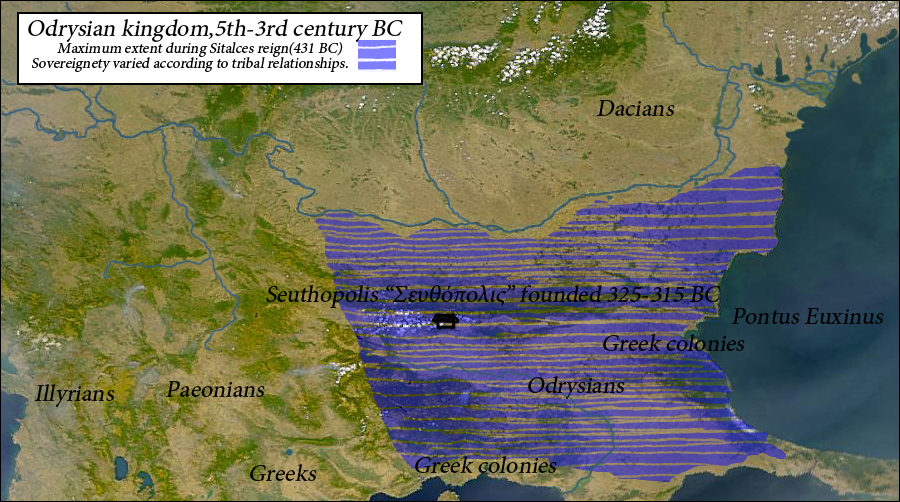
Regatul Odrisilor

Inițial, Regatul Odrisilor era un stat incipient, organizat după modelul satrapiilor persane, denumită Skudra. Potrivit lui Herodot, fondatorul regatului odrisilor a fost Teres în 480 i.en. în condiții favorabile după ce perșii au fost învinși în războaiele medice, renunțând la stăpânirea spațiului balcanic. Odrisii ar fi păstrat structurile organizatorice ale satrapiei. Spațiul inițial locuit de odrisi era valea Hebrosului, Marița de azi, pe cursul inferior. 
Sub domnia lui Teres, statul odrisilor nu era foarte întins. Tucidide menționează că mai erau o serie de traci independenți. Diodor de Sicilia precizează că Teres a lăsat moștenire un regat puțin întins. Era preocupat de stabilirea unor relații bune cu vecinii, ca sciții. Sciții stăpâneau pe zona litorală de la Olbia la gurile Dunării, Dunărea reprezentând deci granița dintre odrisi și sciti. Teres întocmește o alianța matrimonială: își da fiica de soție regelui scit Ariapeithes. Din căsătoria acestora a rezultat un fiu, numit Octamasades. Pe tot parcursul domniei sale până în 440 i.en., relațiile odrisilor cu sciții au fost bune. Lucian din Samosata scria că Teres a trăit până la venerabila vârstă de 92 de ani. 
Urmașul lui Teres a fost Sitalces (431-424 i.en.), fiind unul dintre cei mai mari regi ai odrisilor. Pe timpul domniei sale, regatul a ajuns la o largă expansiune teritorială, fiind aduse sub stăpânire toate populațiile tracice. Au fost integrați tracii dintre Haemus și Rodopi, la care s-au adăugat geții de dincolo de Haemus. Tucidide a precizat că stăpânea tot litoralul, pornind de la Marea Egee, din dreptul Abderei, continuând cu Marea Marmara și Marea Neagră, până în dreptul gurii de vărsare a Istrosului. Diodor de Sicilia a făcut și un portret regelui Sitalces, caracterizat prin bărbăție, blândețe față de supuși, vitejie, înțelepciune și grijă de averea statului. Primea de la neamurile supuse și de la cetățile grecești un tribut anual de 1000 de talanti. Armata era alcătuită din 120 000 de pedestrași și 50 000 de călăreți. 
Relațiile bune cu sciții s-au deteriorat ulterior. Ariapeithes, regele scitilor, și-a luat o nouă nevasta, o grecoaică din Histria, cu care a avut un fiu, numit Skyles. Între cei doi fii vitregi, Octamasades și Skyles, au izbucnit conflicte motivate, fiecare doriind să ajungă rege. Skyles primise o educație grecească de la mama sa, devenind foarte nepopular printre sciti, de aceea, când a devenit rege, a fost alungat de la tron în timpul unei răscoale și s-a refugiat la odrisi. Skyles mergea în orașul grecesc Olbia, unde și-a clădit un palat și și-a luat o nevasta grecoaică. Se îmbracă în veșminte grecești și chiar s-a dedicat cultului lui Dionysos, lucru greu de acceptat de sciti. Fiind alungat, a fost înlocuit cu Octamasades. 
Sitalces acordă azil politic lui Skyles, ducând o politică ostilă față de ruda sa, Octamadades. Probabil că Sitalces devenise un filoelen și i-a acordat protecție din rațiuni politice pentru a se apropia de Atena în condițiile în care avea mari controverse teritoriale cu vecină să , Macedonia, condusă de Perdicas al II-lea . Sitalces chiar s-a căsătorit cu o grecoaică din Abdera. Pe fondul Războiului Peloponesiac, Atena și Sparta au apelat la sprijinul aliaților. Atenienii l-au atras pe Sitalces, făcând două gesturi de bunăvoința: l-au făcut "proxenos" pe Nymphodorus, fratele soției lui Sitalces, devenind astfel oaspeți ce asigurai relațiile diplomatice permanente dintre două cetăți, fiind scutiți de impozite și având posibilitatea de a dobândi pământ și casă și reprezenta interesele odrisilor la Atena. Fiul lui Sitalces și al grecoaicei din Abdera a primit cetățenie ateniană. În 431 i.en., Sitalces încheie un tratat cu Atena, prin care prevedea o intervenție a armatelor odrise în Peninsula Chalcidica pentru reprimarea răscoalei.
Atena apelează și la Macedonia ce primește avansuri teritoriale prin cedarea orașului Therme. O criză dinastică izbucnește și tensionează relațiile, iar Sitalces îl sprijină pe Filip, un pretendent la tron, fratele lui Perdicas. Sitalces și-a onorat promisiunea făgăduită Atenei în ciuda zgârceniei cu care i-a tratat pe odrisi. I-a capturat pe solii spartani și i-a predat atenienilor. În 429 i.en., a organizat o campanie de 30 de zile, în timpul căreia , cu o armata de 150 000 de oameni, a atacat Peninsula Chalcidica și Macedonia. Au participat la expediție tracii dintre Haemus și Rodopi, cât și geții dincolo de Haemus. Poartă o serie de victorii în Macedonia. Atenienii, care au promis că trimit o armata că sprijin, nu și-au onoroat promisiunea, iar frigul iernii făcea riscantă continuarea campaniei. Sitalces se retrage la sfatul lui Seuthes, nepotul sǎu. Acesta a fost cumpărat de Perdicas al II-lea, regele Macedoniei, oferindu-i de soție pe Stratonike, sora sa, precum și o zestre considerabilă. 
Relațiile dintre odrisi și sciți au devenit tot mai tensionate. Octamasades a pornit cu armata împotriva odrisilor, dar este întâmpinat la Istru de aceștia. Grație înțelepciunii lui Sitalces, situația este detesionata și s-a recurs astfel la un schimb de azilanți, iar Octamasades este ucis. În 424 i.en., Sitaces este ucis la asediul de la Delion în lupta împotiva tribalilor. 

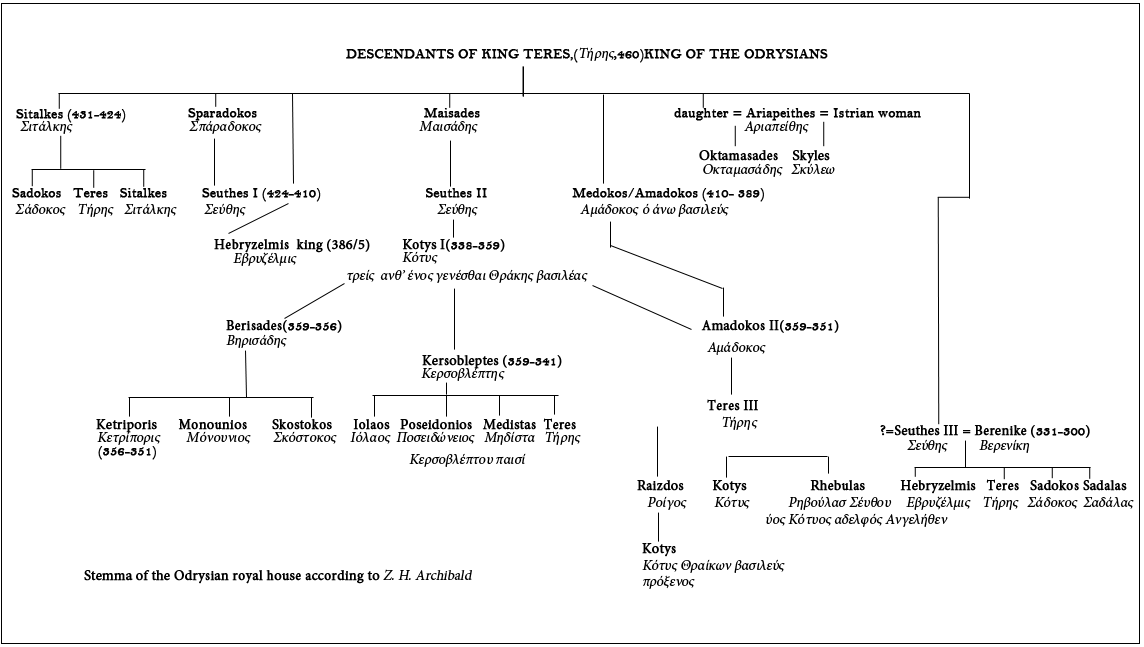
Arborele genealogic

În 424-410 i.en., rege al odrisilor a fost Seuthes I, nepotul lui Sitalces, fiu al lui Sparadocos. A renunțat la expansiunea teritorială și a consolidat granițele regatului. Primea tribut de 400 de talanți și o serie de daruri din obiecte de aur și argint și stofe scumpe. Și-a îmbunătățit relațiile cu Macedonia. Relațiile cu Atena s-au răcit.

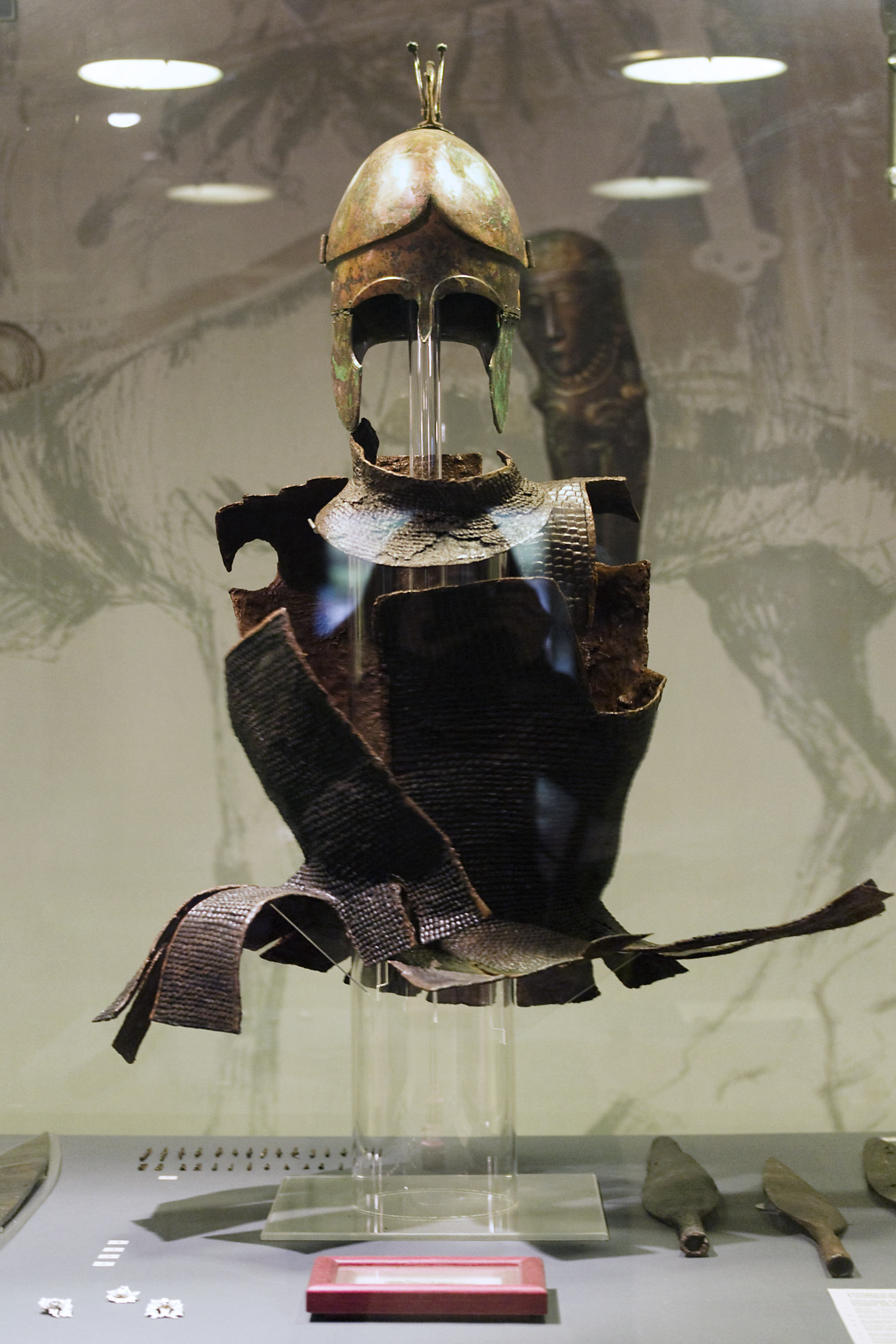
Armura odrisiana

După moartea lui Seuthes, regatul sau s-a divizat în 410 i.en., fiind împărțit între Seuthes al II-lea și Amadocos. Inițial, relațiile dintre cei doi erau bune. Ulterior, cei doi vor încheia alianțe pentru a se extermina reciproc. Amadocos a cultivat relații bune cu Alcibiade, generalul atenian, iar Seuthes al II-lea a angajat mercenari greci, conduși de Xenofon. Seuthes nu se achita de obligațiile sale , neplătind solda mercenarilor. Xenofon a descris curtea lui Seuthes al II-lea în lucrarea să, Anabasis. Cu ocazia unui ospăț la care participa însuși autorul, mesenii se înfruptau cu carne friptă, pâine dospită și vin, care este turnat în cornuri de către paharnici. Invitații aduceau regelui o serie de daruri: un cal, o cupa de argint de 4 kg, un sclav, un covor, stofe pentru soție. Petrecerea se desfășura pe un fond muzical, asigurat de flauturi și trompete. Se organizau dansuri războinice, iar regele trac împroșcă hainele cu vin. La curte erau și bufoni pentru a veseli atmosfera. 

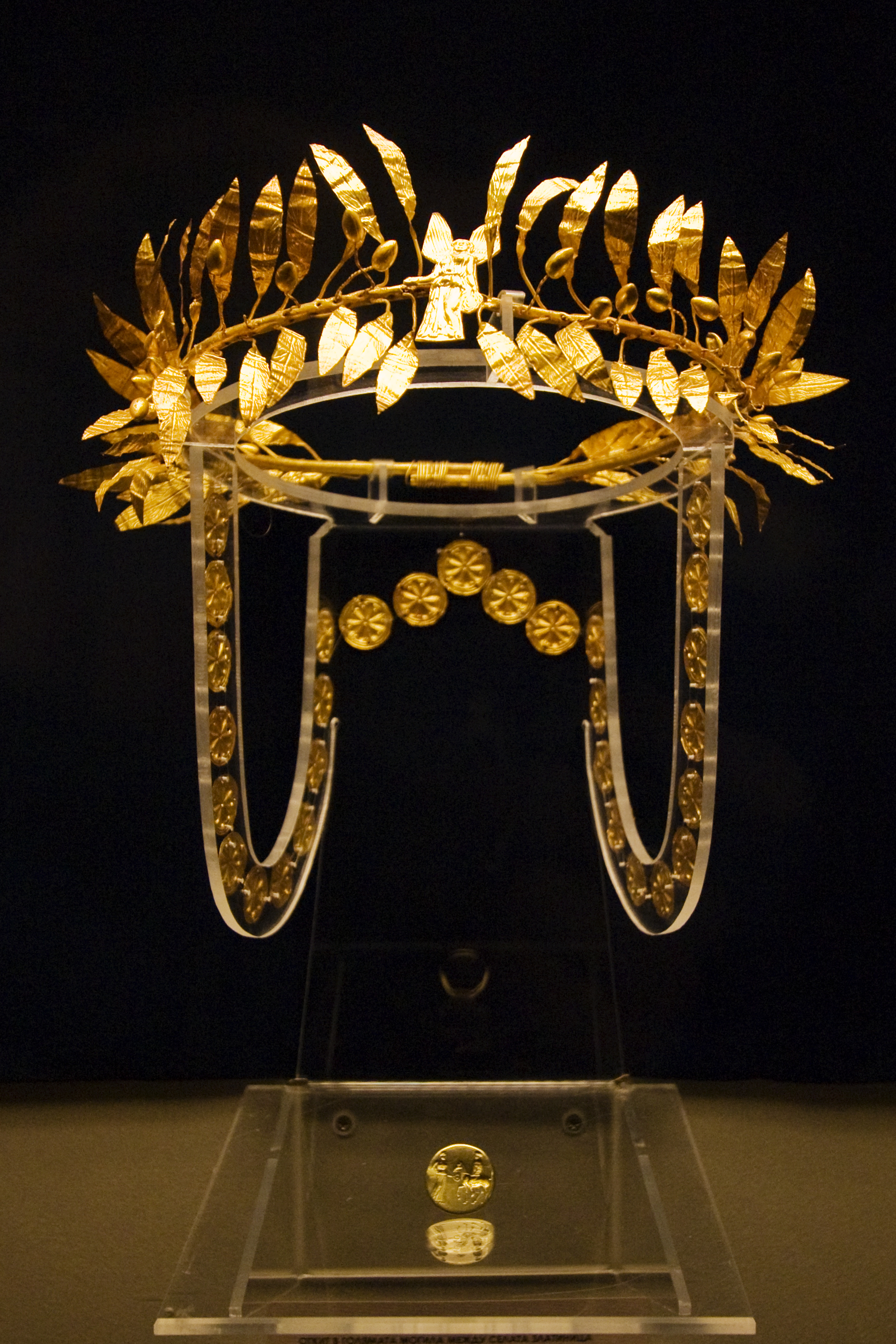
Cununa odrisiana datand din secolul IV i.en.

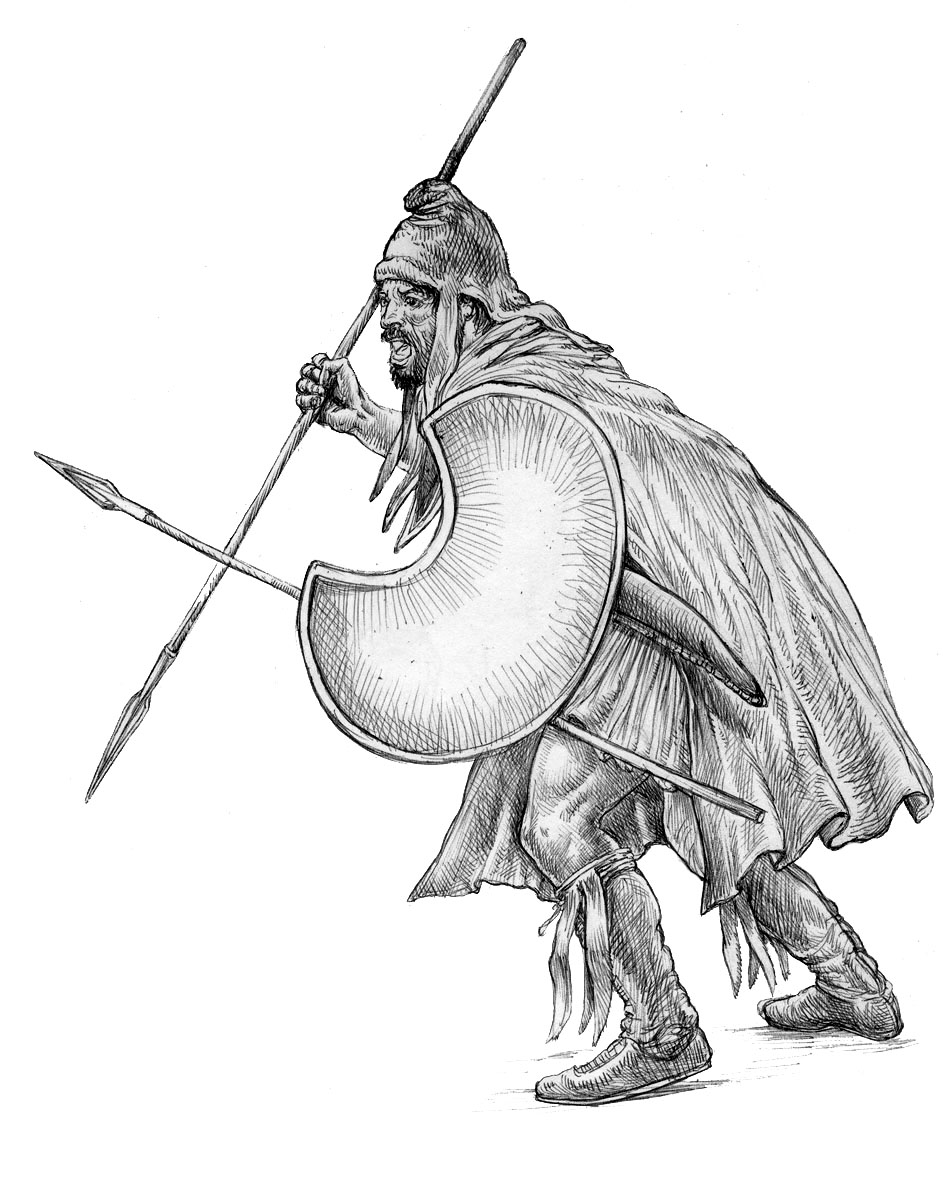
Infanterist trac (peltast), secolele al V-lea - al IV-lea î.Hr.

Sub Cotys I, în perioada 383-360 i.en., regatul este reunificat. Acesta a fost asasinat de un grec ce a fost răsplătit cu o cununa de aur de către adunarea populară a Atenei. La moartea lui Cotys I, regatul s-a împărțit în trei regate distincte. Tracia devine astfel o pradă ușoară pentru Filip al II-lea ce o cucerește în 342/341 i.en., și pentru a glorifică victoria, clădește orașul Philippolpolis, azi Plovdiv. Tracia a fost anexată Macedoniei, dar se bucura de o oarecare autonomie, păstrându-și dreptul de a emite moneda. 
În 335 i.en., odrisii erau aliați ai lui Alexandru cel Mare în expediția împotriva tribalilor, iar în 333 i.en., au participat în bătălia de la Issus împotriva perșilor. În timpul lui Lisimah, odrisii s-au revoltat împotriva macedonenilor. În timpul războaielor dintre diadohi de după moartea cuceritorului Alexandru Macedon, regele odrisilor, Seuthes al III-lea, a fost angrenat în luptele acestora, fiind de partea lui Lisimah, și alteori, de partea lui Antigonos. Seuthes al III-lea a clădit orașul Seuthopolis, situat aproape de Kazanlăk. S-au păstrat ceva monede. 
În 281 i.en., în lupta de la Kurupedion, suveranul Traciei elenistice, Lisimah, este ucis, iar regatul sǎu se destramă. Odrisii își recăpăta puterea. După 280 i.en. apar însă celtii ce își întemeiază un regat efemer în centrul Bulgariei, Regatul de la Tylis. 
În 168 i.en., Macedonia este înfrântă de romani, însă își menține autonomia pentru încă 20 de ani, fiind împărțită în patru regate autonome. Abia în 148 i.en., Macedonia este transformată în provincie romană, căreia i se alipește Tracia de vest. Tracia estică își menține autonomia ca regat clientelar Romei până în 46 i.en., când este transformată în provincie romană.

## Etnicitate și limbă

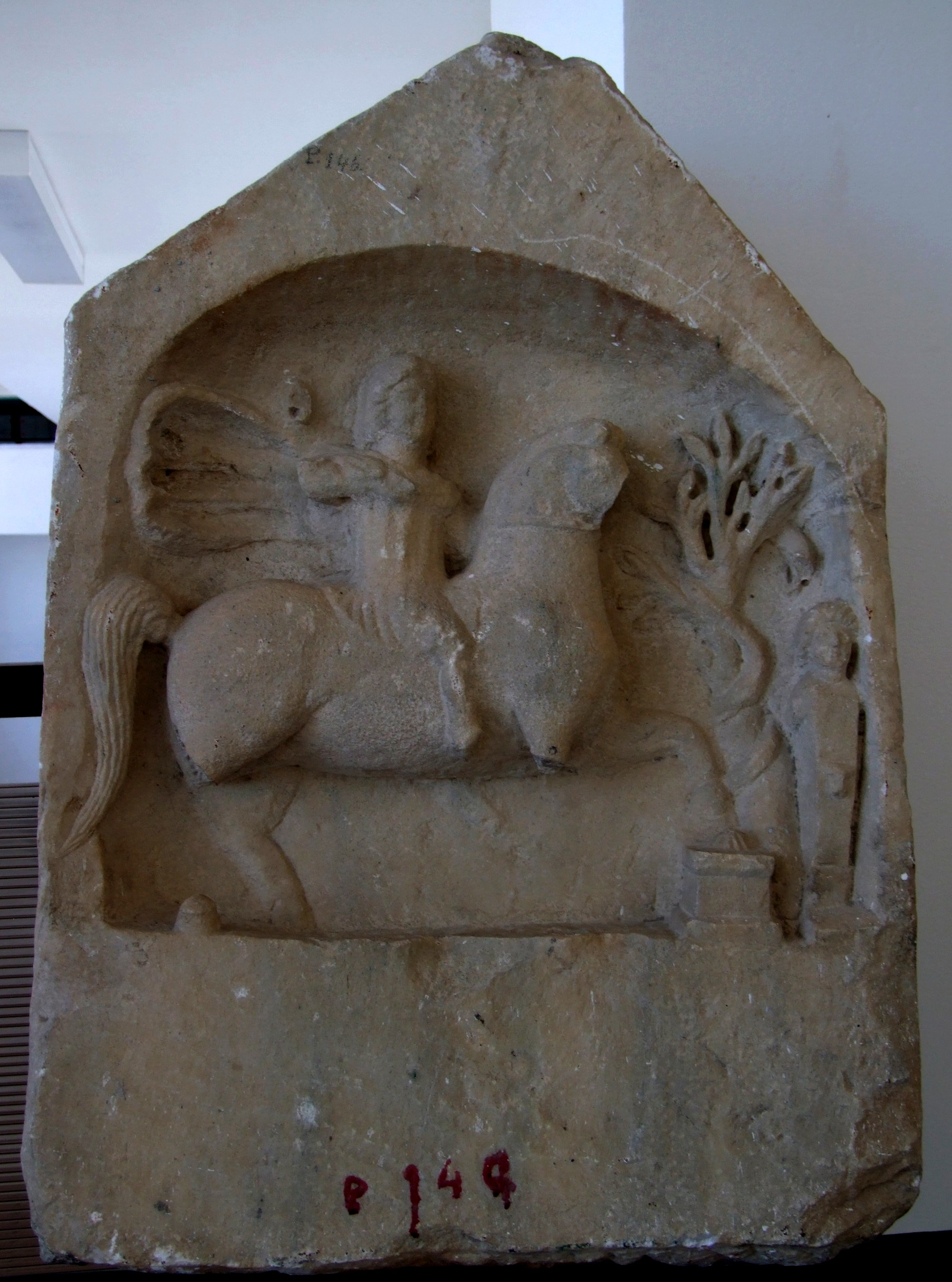
Sabazios, zeul venerat de traci ca "Eliberatorul" de anotimpul rece. Avea atributul htonic al șarpeului, fiind în același timp patronul solar al cailor. Urmele sale se regăsesc și astăzi

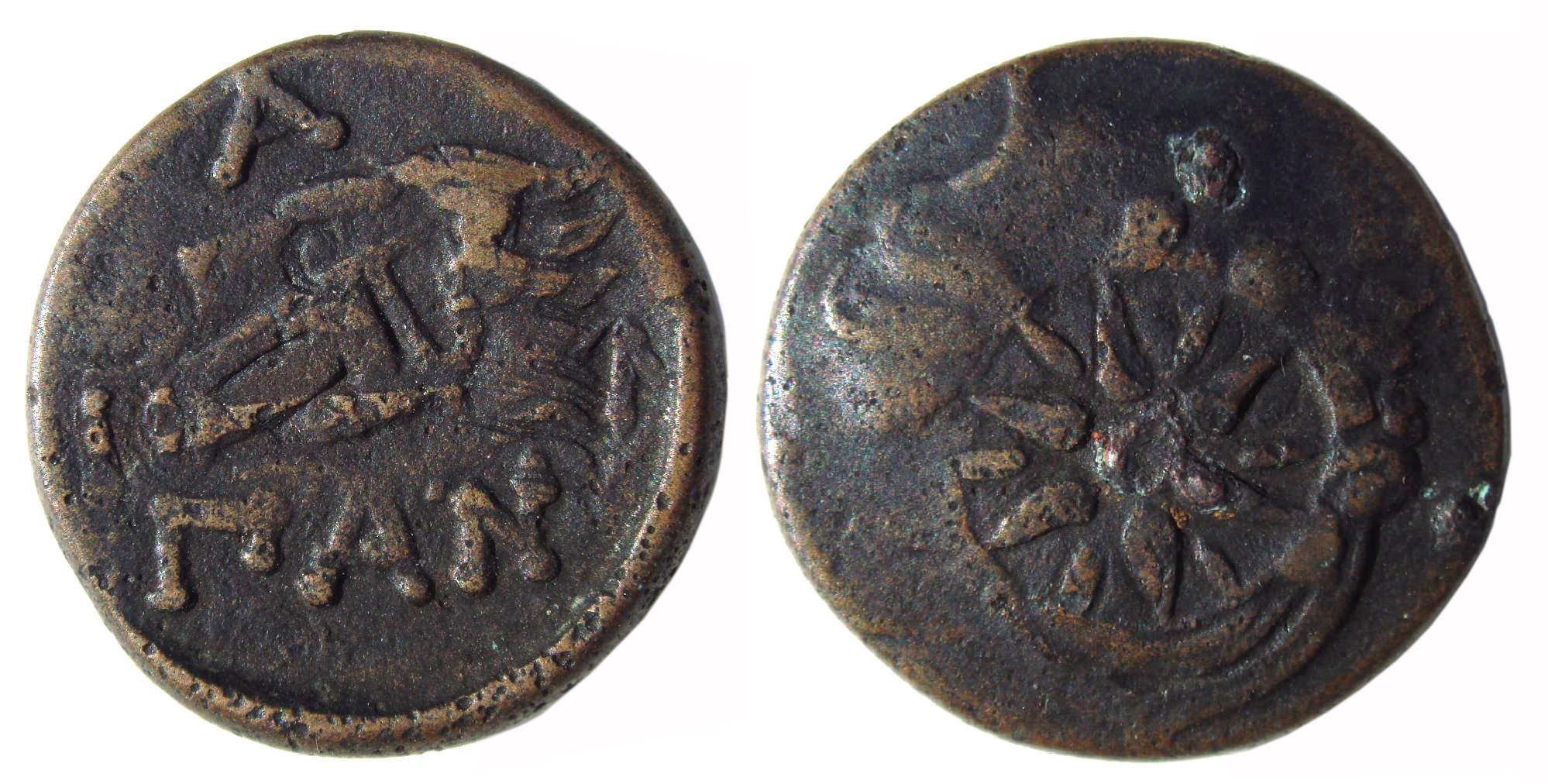
Monedă tracică din Panticapaeum, conținând steaua de la Vergina în interiorul unei diademe; secolul al II-lea î.Hr.

Limba acestor popoare antice este una demult dispărută, iar cultura lor a fost puternic influențată și dizolvată de invaziile barbare repetate: prin Balcani au trecut celții, hunii, goții și sarmații, aducând cu ei elenizarea, romanizarea și mai târziu slavizarea. Contribuția etnică a tracilor și a daco-geților care au trăit pe teritoriul actual al Bulgariei și al României a fost des dezbătută pe parcursul secolului al XX-lea. Câteva studii genetice recente au dovedit că aceste popoare au avut într-adevăr o contribuție însemnată la dezvoltarea națiunilor amintite mai sus.

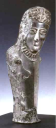

După subjugările repetate ale regelui macedonean Alexandru cel Mare și ale Imperiului Roman, majoritatea tracilor a fost elenizată (în Tracia) sau romanizată (în Moesia, Dacia, etc.). Triburile romanizate din Dacia au reprezentat substratul etnic al vlahilor (populație atestată documentar în secolul al X-lea), respectiv românii de astăzi. 
În secolul al V-lea, triburile tracice situate la sud de Dunăre au fost invadate de slavi(cu care s-au amestecat) și au fost mai târziu slavizate. Ele au devenit unul din principalele elemente etnice ale consolidării națiunii bulgare în secolele al VIII-lea - al IX-lea. Demonstrația lingvistică a acestei teorii este reprezentată de existența în limba bulgară a cuvintelor provenite din tracică și latină. Cuvinte de origine tracă au intrat și în cadrul altor limbi din Balcani, cum ar fi în limba sârbă, alături de cele de origine latină și ilirică.
Anumiți filosofi au susținut că albanezii de azi sunt descendenții triburilor tracice care și-au menținut limba lor inițială. Dar această teorie este puternic controversată deoarece istoriografia albaneză oficială consideră că poporul albanez este urmașul ilirilor. Istoricii bulgari consideră de asemenea că este posibil ca vlahii și sărăcăcianii din Bulgaria să fie descendenții triburilor tracice elenizate și romanizate.

## Religie
După Herodot, principala divinitate a tracilor numiți geți era Zalmoxis . Zalmoxis mai era numit și Gebeleizis. La fiecare patru ani, un războinic era sacrificat prin aruncare in trei sulițe 
In Grecia, in secolul al V-lea, I.H., Zalmoxis era discutat în legătură cu  Pitagora și cu Medicina Psihosomatică

## Obiceiuri
Heraclid din Pont observă că tracii erau poligami, căsătorindu-se și cu treizeci de femei. Părinții le căsătoreau în schimbul unui preț. Acestea erau tratate ca proprietate și lăsate ca moștenire. Dacă fata era nemulțumită, părinții o puteau lua înapoi, atâta vreme cât restituiau suma inițială. Strabon observă că și femeile și bărbații sunt foarte viteji și muncitori. Femeile muncesc pe câmp de îndată ce au născut, adesea născând pe câmp, unde spală copilul în apa râului și-l înfașă. Asemenea iberienilor, tracii își ucid apropiații captivi, pentru a nu-i lăsa pe mâna inamicilor.

## Arheologia

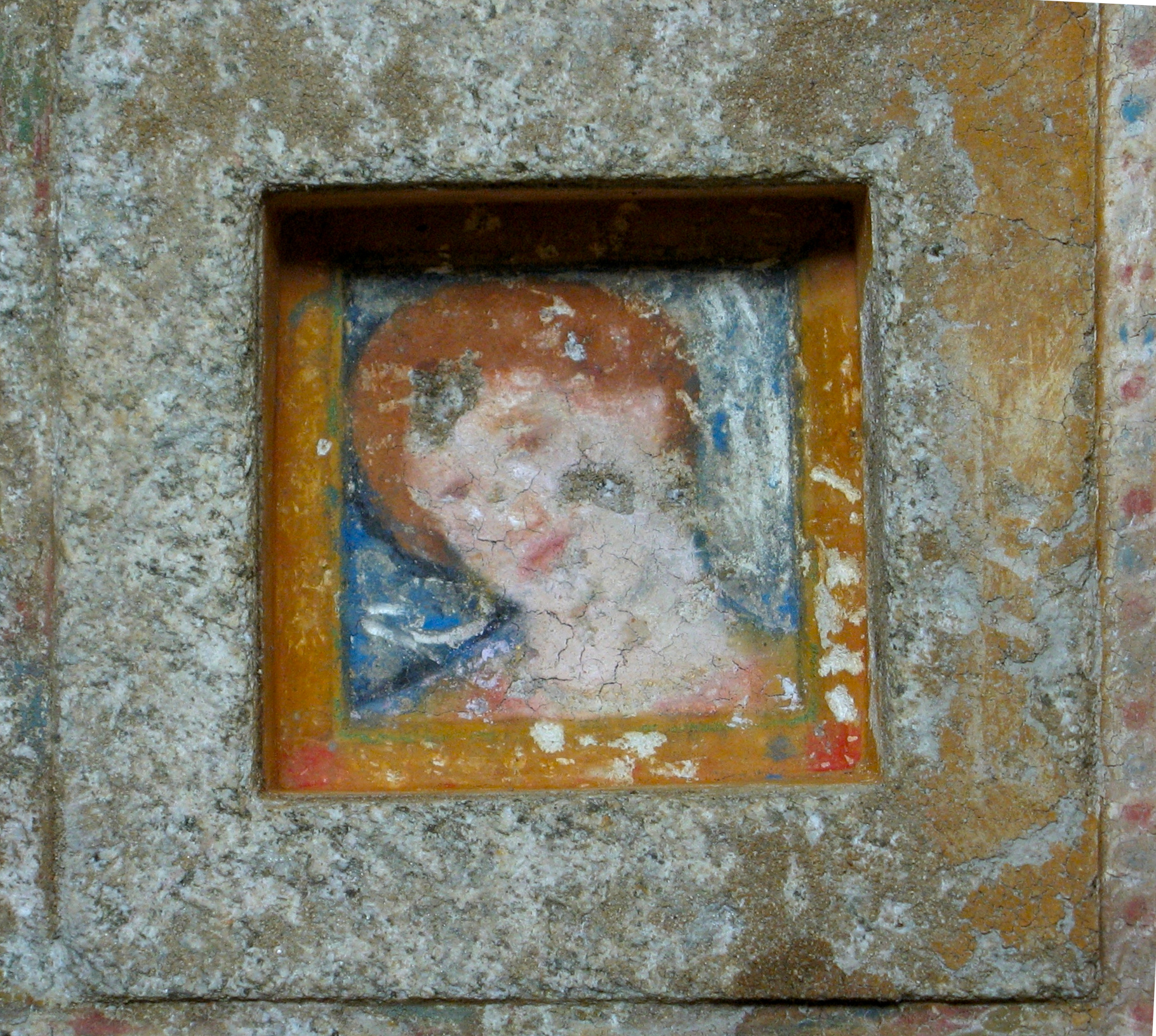
O frescă a unei nobile roșcate din Ostrusha, în regiunea centrală a Bulgariei

Articol principal: Cultura tracă

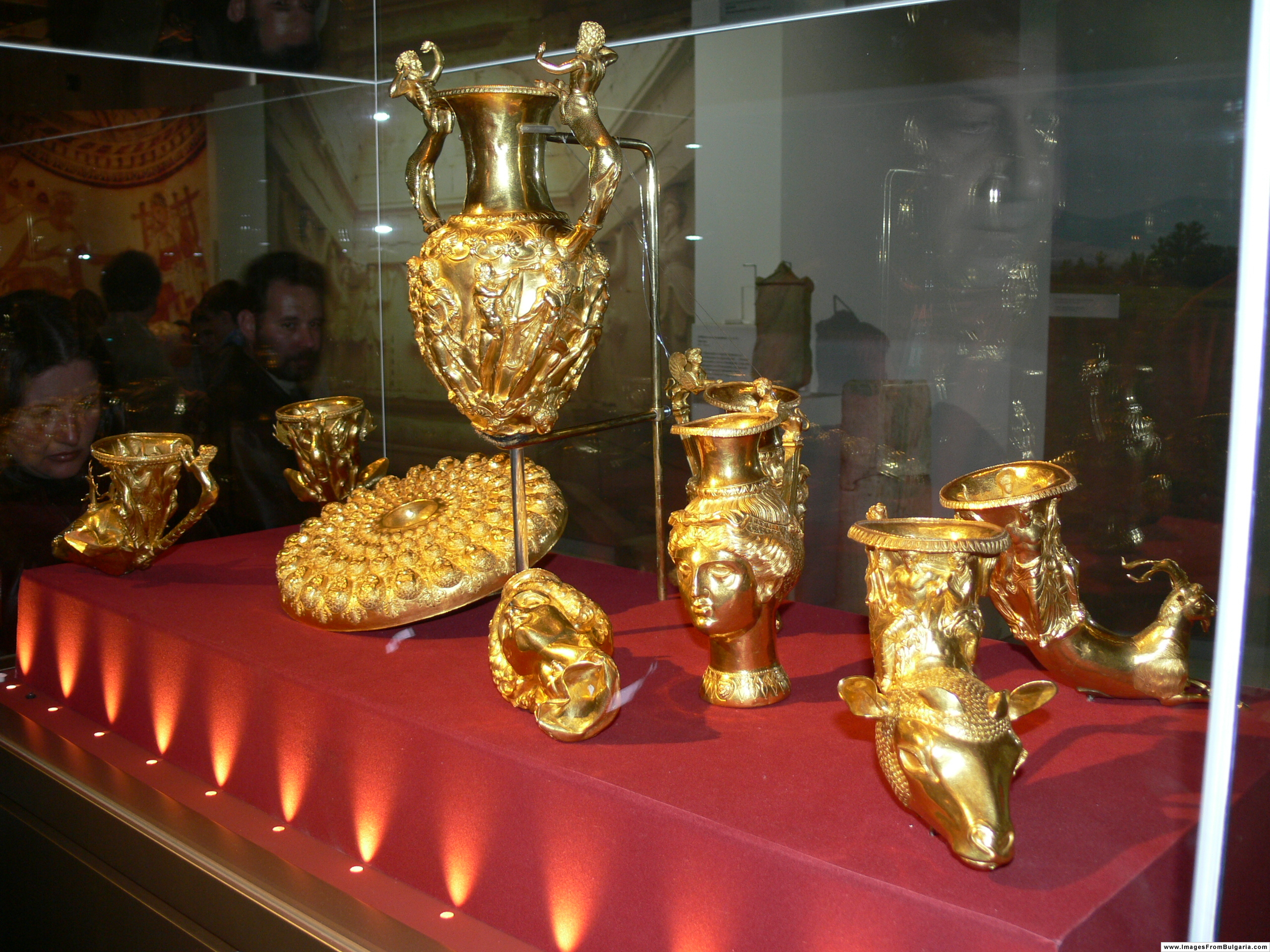
Comoară tracică din aur; Panaghiuriște, Bulgaria

Căutările arheologice ale rămășițelor culturii tracice au demarat în secolul al XX-lea, în special după Al Doilea Război Mondial. Ele s-au desfășurat cu precădere în sudul Bulgariei. În urma săpăturilor intense din anii 1960 și anii 1970 au fost descoperite o serie de morminte și sanctuare tracice. Printre cele mai importante se numără: mormântul de la Sveštari, mormântul de la Kazanlak, Tatul, Seuthopolis, Perperikon,  mormântul lui Aleksandrovo, etc.
De asemenea a fost scos la suprafață un număr însemnat de obiecte din aur, lucrate manual și comori din argint, toate datând din secolele al V-lea - al IV-lea î.Hr. În deceniile ce au urmat ele au fost expuse în muzeele din întreaga lume, atrăgându-și popularitatea și devenind o emblemă a culturii tracice. Începând cu anul 2000, arheologul bulgar Georgi Kitov a făcut unele descoperiri în regiunea centrală a Bulgariei, descoperiri recunoscute sub numele de "Valea Regilor traci". 
În data de 19 august 2005, câțiva arheologi bulgari au anunțat că au reușit să găsească prima capitală tracică și că aceasta era localizată undeva lângă orașul Karlovo din Bulgaria. Au fost descoperite o mulțime de obiecte din ceramică șlefuită (bucăți de ceramică-țiglă și vase asemănătoare celor grecești) demonstrându-se astfel bogăția orașului. Ca urmare, Ministrul bulgar al Culturii și-a declarat sprijinul pentru continuarea săpăturilor.
La Dabene, în Bulgaria, au fost extrase peste 15000 de artefacte tracice, din aur, inclusiv mii de inele. În august 2006, lângă satul Dubovo a fost făcută o descoperire senzațională. Într-un mormânt în apropierea acestei localități s-a găsit un pumnal ascuțit, în perfectă stare, realizat dintr-un aliaj de aur și platină. 

În Iliada se scrie că tracii din zona Hellespont (Dardanele) și tribul Ciconi au luptat alături de troieni (Iliada, cartea a II-a). Odiseea amintește că Odiseu și oamenii săi i-au atacat pe traci pe drumul de întoarcere acasă din război. Multe dintre figurile mitologice au fost împrumutate de greci de la vecinii lor traci: zeul Dionis, prințesa Europa și eroul Orfeu. 
În cartea a 7-a a lucrării sale Istorii, Herodot descrie echipamentul de luptă folosit de traci pe vremea dominației persane:
Tracii mergeau la luptă purtând pe cap piei de vulpe, iar corpurile și le acopereau cu o tunică, peste care așezau o mantie lungă de diferite culori. În picioare purtau botine făcute din piele de cerb; ca arme foloseau sulițe, pumnale mici și scuturi. După trecerea în Asia, acești oameni erau denumiți bitinieni; înainte se numeau strimonieni, fiindcă locuiau în valea superioară a râului Strimon; de aici ei fuseseră izgoniți de misieni și de troieni. Conducătorul acestor traci asiatici a fost Bassaces, fiul lui Artabanus.
În cartea a 5-a, Herodot descrie obiceiurile diverselor triburi tracice:
Tracii care locuiesc deasupra Crestonaens au următoarele obiceiuri. Fiecare bărbat are mai multe femei; și cum moare acesta, între ele se încinge o dispută aprigă pentru a stabili care a fost preferata defunctului; prietenii fiecăreia pledează cu inflăcărare în numele respectivei, iar cea care își adjudecă onoarea de a fi fost cea mai iubită de fostul soț este omorâtă deasupra mormântului acestuia de către cea mai apropiată rudă a ei, după ce în prealabil primește laudele tuturor bărbaților și femeilor; în final ea este îngropată alături de soțul ei. Celelalte rămân foarte mâhnite, pentru că nu există rușine mai mare decât aceasta.
Tracii care nu aparțin acestor triburi au următoarele obiceiuri. Își vând copiii negustorilor. Pe fete nu le supraveghează, lăsându-le complet în voia sorții; în schimb, sunt foarte atenți la comportarea soțiilor lor. Miresele sunt cumpărate de la părinți pe sume mari de bani. Existența unui tatuaj sugerează nașterile de nobili, iar lipsa lui, nașterile oamenilor de rând. A nu avea o ocupație este cel mai onorant lucru cu putință, în timp ce a fi agricultor reprezintă rușinea supremă. A trăi din război și jaf este cel mai glorios lucru. Acestea sunt cele mai importante obiceiuri ale lor.
Se închină la doar trei zei: Marte, Bacchus și Diana. Spre deosebire de restul cetățenilor, regii lor se închină cel mai mult la Mercur, jurând întotdeauna în numele lui și susținând că sunt născuți din acesta.
Bogații sunt îngropați după cum urmează. Corpul le este așezat afară timp de trei zile; în acest timp, tracii comit crime și după ce îl jelesc pe mort, ei sărbătoresc deasupra lui. Apoi, ori ard cadavrul, ori îl îngroapă în pământ. În cele din urmă, ridică o colină deasupra mormântului și dispută tot felul de jocuri în urma cărora unuia dintre participanți i se acordă premiul cel mare. Acesta este ritualul înmormântării la traci.
Iosephus pretinde că întemeietorul tracilor a fost personajul biblic Tiras, fiul lui  Iafet:
Tiras i-a numit tirasieni pe cei pe care i-a condus; dar grecii le-au schimbat numele în traci. AotJ I:6.
Într-un binecunoscut fragment, Xenofan spunea:
Oamenii își creează zeii după propria înfățișare; cei ai etiopienilor sunt negri și cârni;  cei ai tracilor sunt roșcați și cu ochi albaștri.

## Traci și daci celebri
- Amadoc I, un rege după care a fost denumit Punctul Amadok (Antarctica).
- Teres I, care a unit triburile.
- Burebista a fost regele Daciei între 70 î.Hr. - 44 î.Hr.; el i-a unit pe traci sub domnia sa, regatul său întinzându-se de la Moravia în vest, la Bug (Ucraina) în est și de la Munții Carpați în nord, la Dionysopolis în sud.
- Sitalces a fost unul din regii statului trac Odrisi. A fost unul din aliații atenienilor în timpul războiului Peloponesiac.
- Decebal, un rege al Daciei, a avut inițial unele victorii asupra romanilor, dar a fost  înfrânt în cele din urmă de Traian.
- Deceneu
- Dionis, zeița vinului la traci, reprezenta nu numai puterea amețitoare a vinului, dar avea și influențe benefice asupra societății.
- Dromihete
- Orfeu, în mitologia greacă a fost reprezentantul cântului, al cântecului din liră, arhetipul artistului; a avut un rol foarte important în culturile religioase din Tracia și din Grecia.
- Spartacus a fost un trac care a condus o mare răscoală a sclavilor de pe teritoriul actual al Italiei, în 73 î.Hr. - 71 î.Hr.. Înainte de a fi înfrânt, a învins câteva legiuni romane împreună cu armata sa de gladiatori și sclavi. Această răscoală mai este cunoscută și ca Al Treilea Război al Sclavilor.
- Maximin Tracul, Împărat Roman între 235 până în 238.
- Iustinian I (cel Mare)
- Iustin I (împărat), Împărat al Imperiului Roman de Răsărit, de origine daco-tracă
- Galeriu, Împărat Roman între 305 până în 311. Tatăl lui era trac iar mama sa era dacă.
- Licinius, Împărat Roman între 308 până în 324.
- Maximinus Daia, Împărat Roman între 308 până în 313.
- Belisarie, general bizantin.
- Marcian, Împărat Bizantin între 450 până în 457.
- Leon I, Împărat Bizantin între 457 până în 474.